# Dendromus kivu
Dendromus kivu is een zoogdier uit de familie van de Nesomyidae. De wetenschappelijke naam van de soort werd voor het eerst geldig gepubliceerd door Thomas in 1916.

## Voorkomen
De soort komt voor in Burundi, Congo-Kinshasa, Rwanda en Oeganda.